# Södertälje IBK
Södertälje IBK eller Södertälje Rockets var en innebandyklubb i Södertälje i Sverige. Både herrlaget och damlaget spelade under 2000-talet i Elitserien.
2013 uppgick klubben i Telge SIBK.